# Athous protoracicus
Athous protoracicus is een keversoort uit de familie kniptorren (Elateridae). De wetenschappelijke naam van de soort werd voor het eerst geldig gepubliceerd in 1991 door Platia & Schimmel.